# 戈羅季謝 (科羅普區)
51°37′31″N 32°57′27″E / 51.62528°N 32.95750°E
戈羅季謝（烏克蘭語：Городище）是位於烏克蘭北部切爾尼希夫州裏諾夫霍羅德-錫韋爾斯基區的村莊，始建於1770年，面積2.78平方公里，海拔高度131米，2001年人口361，人口密度每平方公里129.81人。